# Лео Бакеланд
Ле́о Хе́ндрік Ба́келанд (англ. Leo Hendrik Baekeland; 14 листопада 1863, Гент, Бельгія — 23 лютого 1944, Бікон, штат Нью-Йорк, США) — американський хімік та винахідник бельгійського походження, винайшов фотопапір (1893) і бакеліт (1909) — першу недорогу й негорючу пластмасу універсального застосування.

## Біографія

### Молоді роки (Бельгія, 1863—1889)
Лео Хендрік Бакеланд народився 14 листопада 1863 року у фламандському місті Гент (Бельгія). Він був сином Карела та Розалії Бакеландів, бельгійської родини середнього достатку. Пішов до школи у віці 5 років, достроково пройшов навчання початкової школи і атенеум у державній вищій школі. Як тільки Лео досяг потрібного віку, він вступив до Муніципальної технічної школи міста Гент, де відвідував вечірні заняття з хімії, фізики, механіки та економіки й отримав медалі по кожному з чотирьох предметів, що вивчались.
Молодий Бакеланд був настільки перспективним студентом, що міська влада Гента нагородила його стипендією для навчання в Гентському університеті, до якого Лео вступив у 1880 році, коли йому було 17 років. Він був наймолодшим і найталановитішим студентом у своїй групі. У 1882 році він закінчив університет, здобувши ступінь бакалавра наук. Два роки по тому, у 1884 році у віці 21 року, він здобув докторський ступінь, закінчивши університет з відзнакою.
У період навчання в університеті Лео, хоча і отримував стипендію від міста, сам підтримував свій матеріальний добробут, надаючи допомогу з навчання, а також підробляючи асистентом лектора. Бакеланд був настільки завзятий у своїй діяльності, що звільнив своїх батьків від необхідності його утримувати, як він сказав пізніше, почувши перед тим історію про Бенджаміна Франкліна, він виніс з неї урок про те, що молода людина навіть зі скромним достатком може прокласти свій життєвий шлях, цілком спираючись на свої прагнення та зусилля.
В університеті Бакеланд вивчав природничі науки й спеціалізувався на хімії. Його підлітковий інтерес до фотографії був однією з головних причин зацікавленості у вивченні цієї науки. У деяких ранніх експериментах з фотографії молодому Бакеланду потрібен був нітрат срібла(I). У нього не було коштів, щоб купити реактив, але був годинник зі срібним браслетом, подарований батьком. Він розчинив браслет від годинника в азотній кислоті. Отриманий розчин також містив мідь, але молодий Бакеланд знайшов спосіб видалення міді з розчину, що стало його першим успішним хімічним експериментом.
В Гентському університеті викладав Август Кекуле, котрий у 1865 році опублікував свою класичну формулу будови молекули бензолу. За декілька років до появи в університеті Бакеланда професор Кекуле покинув університет, виїхавши до міста Бонн, а його головний асистент, Теодор Шварц (нід. Théodore Swarts, 1839—1911), обійняв посаду старшого професора хімічних наук. Бакеланд навчався у професора Шварца.
У 1887 році Бакеланда було призначено професором хімічних і фізичних наук Державної вищої нормальної школи наук у місті Брюгге. Він залишався там недовго, незабаром повернувшись все-таки до Гентського університету, у якому йому запропонували посаду асистента професора. Він з радістю прийняв цю пропозицію і незабаром після цього, у 1889 році, був висунутий на посаду асоційованого професора (англ. associate professor) університету.
Однією з причин, через яку Бакеланд мріяв повернутися до Гента, була його закоханість у Селін Шварц, чарівну дочку професора хімічних наук, Теодора Шварца і його дружини Ніни (Plateau) Шварц. Молоді люди одружилися 8 серпня 1889 року і їхній шлюб виявився надзвичайно щасливим. Через деякий час на зустрічі на його честь, Бакеланд сказав:
Ви сьогодні говорите про мої численні відкриття. Але ви не згадали моє найбільше відкриття - відкриття, яке я зробив, коли був ще студентом. Цим найбільшим відкриттям стала жінка, яка сьогодні увечері тут з нами - це моя дружина.
Крім внеску, зробленого місіс Бакеланд в успіхи свого чоловіка, вона мала певну самостійну популярність як автор картин, виконаних маслом.
На конкурсі 1887 року серед випускників чотирьох бельгійських університетів, які закінчили їх протягом попередніх трьох років, Бакеланд виборов перше місце з хімії. Завдяки цьому він отримав звання лауреата з хімії, золоту медаль і стипендію для відвідування навчальних закладів інших країн. У 1889 році, у віці 26 років, Бакеланд відвідав Університетський коледж Лондона, Оксфордський університет і Единбурзький університет. Після цього Бакеланд разом з молодою дружиною вирушив у плавання до США, де він планував виділити деякий час на продовження своїх досліджень, зокрема, на предмет хімічних процесів у фотографії.

### Початок роботи у США (1889—1893)
Після прибуття до Нью-Йорка Бакеланд познайомився з Річардом А.Ентоні з «Е.&Н. Т.Anthony and Company», виробником фотографічних матеріалів. У свою чергу Річард Ентоні представив його Чарлзу Чендлеру, професору хімії Колумбійського університету, котрий був консультантом з хімії у компанії «Е.&Н. Т.Anthony and Company». Професор Чендлер під враження від здібностей Бакеланда, переконав його залишитись у Сполучених Штатах Америки й прикласти свій талант для вирішення проблем у хімічній індустрії. Прийнявши пропозицію професора Чендлера, Бакеланд телеграфував про свою відставку на факультет Гентського університету. Міністр освіти Бельгії, прийнявши відставку Бакеланда, дозволив йому зберегти почесне звання асоційованого професора Гентського університету.
У 1891 році «Е.&Н. Т.Anthony and Company» (виробник сухих пластинок та бромідного паперу для світлин, згодом після об'єднання з «Scoville Company» стала «Ansco Company») запропонувала Бакеланду посаду хіміка на своїй фабриці, він прийняв пропозицію.
Однак, у 1893 році, через два роки після того, як Бакеланд почав працювати на «Е.&Н. Т. Anthony and Company», він звільнився з роботи й почав займатися незалежними консультаціями та дослідженнями з хімії. В основному він планував присвятити свій час вдосконаленню хімічних процесів, які він розробив, і, як він сказав пізніше, він зробив помилку розсіюючи свою увагу на занадто велику кількість предметів одночасно. Але на цьому етапі життя його спіткала серйозна хвороба.

### Початок підприємницької діяльності (1893—1899)

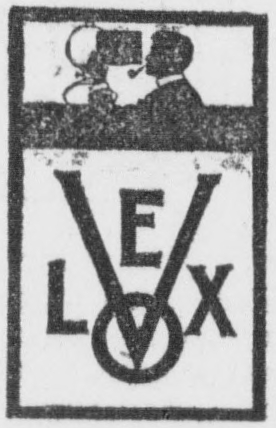
Рекламний малюнок фотопаперу «Velox» (1904)

Після покращення стану здоров'я Бакеланд за фінансової та адміністративної підтримки Леонарда Якобі (англ. Leonard Jacobi) заснував власну компанію «Nepera Chemical Company» у місті Йонкерсі та розпочав виробництво у невеликих обсягах паперу й хімічних реактивів для фотографії. Один з типів такого паперу, розроблений ним і який можна було проявляти при червоному світлі без використання денного освітлення, отримав назву «Velox». Цей фотопапір згодом набуде широкого використання та принесе фінансовий прибуток, що зробить Бакеланда вільним й дасть йому можливість продовжити свої дослідження та зробити нові винаходи. Через суттєві відмінності у технології фотодруку та економічну депресію 1893 року новий тип фотопаперу спочатку не викликав широкого інтересу. Але, значною мірою завдяки фотолюбителям, які, як сказав Бакеланд, «відчуваючи труднощі при відтворенні, нарешті почали слідувати нашим інструкціям по друку» — продажі фотопаперу нового типу поступово росли і до 1899 року цей бізнес став настільки успішним, що «Eastman Kodak Company» викупила частки Бакеланда і Якобі та права на виробництво фотопаперу на дуже щедрих умовах (за $1 млн).

### Фінансова незалежність (1900—1909)
Після продажу своєї частки бізнесу з виробництва фотопаперу, Бакеланд купив будинок для своєї сім'ї та землю у маєтку у Північному Йонкерсі, відомому під назвою «Snug Rock» («Затишна скеля»). Про цей період свого життя Бакеланд писав:
Отже, у свої 35 років я опинився у комфортних фінансових умовах, вільною людиною, готовим присвятити себе улюбленим дослідженням. Насправді починається найщасливіший період мого життя. Я переробив одну з будівель моєї резиденції в Йонкерсі на скромну, але зручно обладнану лабораторію. З цього моменту я готовий був працювати над різними проблемами на власний розсуд. Отже, я насолоджувався життям декілька років, цим великим благом, задоволенням не бути перерваним під час виконання улюбленої роботи.
Інколи Бакеланд наймав асистентів для своєї роботи, але найкращим з його помічників була дружина, яка взяла на себе відповідальність за збереження його досягнень, і з якою він радився з багатьох проблем та справ, що виникали у нього.
У цей час Бакеланд зацікавився електрохімією. Це сталося через те, що він почав стикатися з електрохімічними явищами — ця область науки в його студентські роки обмежувалась явищем осадження декількох металів з водного розчину з допомогою електричного струму і з того часу вона стала важливою галуззю хімічної індустрії. Згодом ця технологія лягла в основу таких процесів, як виділення алюмінію з алюмінієвої руди, виробництво карбіду кремнію і графіту, одержання карбіду кальцію, виробництво натрію і спрощення отримання важливих складних сполук з цього металу, таких як ціанід натрію. У зв'язку із зацікавленням Бакеланда даною сферою, у 1900 році він вирішив відвідати Німеччину для, як він це назвав, «нагадування» про науку електрохімію. Він провів там усю зиму в лабораторії з електрохімії Технологічного інституту у Шарлоттенбурзі, освіжаючи свої знання з цієї дисципліни. І коли Бакеланд повернувся до Йонкерса, він встановив у своїй лабораторії електрохімічне обладнання для подальших досліджень. Ці події збіглися з винаходом електролітичного осередку Таунсендом.
Згодом Бакеланд купив маєток «Coconut Grove» («Кокосовий гай») на Флориді, де він перебував більшу частину зими.

### Підприємницька діяльність на основі нових винаходів (з 1909)

Просторова структура бакеліту

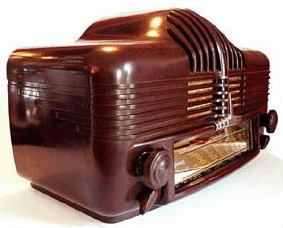
Радіоприймач у бакелітовому корпусі

Після отримання патенту на бакеліт (1909) Бакеланд задумався над комерційно вигідним виробництвом нового матеріалу для тих, хто в ньому матиме й так висловився з цього приводу:
Я мав рішучий намір уникнути повторення історії відчуження бізнесу, як це сталося з матеріалом «Velox». Тому я планував, замість самостійного виробництва, надати права на виробництво вже існуючим компаніям, що мали досвід у виробництві пластику. Але незабаром я зіткнувся з повторенням проблем з досвіду з «Velox»: було дуже складно навчити людей, що звикли виконувати свою роботу старим рутинним способом, новим методам роботи. Підготовка нової смолоподібної рідини і лиття компаунду, які мені здавалися дуже простими процесами, виявилися дуже складними і незрозумілими для інших. Неохоче я змушений був почати виробництво сировини на досить просунутому етапі, щоб користувачі лише завершували процес пресуванням та полімеризацією.
Смола, що вироблялась для роздрібної торгівлі, могла м'якнути при нагріванні, але при подальшому збільшенні температури ставала твердою й нерозчинною субстанцією, міцною, з високими електроізоляційними властивостями, стійкою до високих температур та дії хімікатів. Тому матеріал став затребуваним для застосування у різних галузях, переважно як заміна ебоніту (твердого каучуку) та бурштину в електротехнічній галузі, де умови експлуатації виходили за межі допустимих для цих матеріалів. Наприклад, для виготовлення кришки переривника-розподільника запалення автомобільних двигунів раніше використовувався ебоніт, який із зростанням температури експлуатації втрачав свої електроізоляційні властивості. Бакеліт успішно замінив цей матеріал.

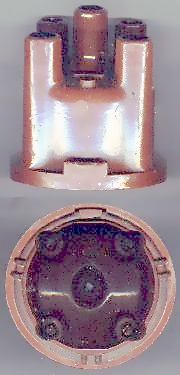
Бакелітова кришка переривника-розподільника бензинового двигуна внутрішнього згоряння

Хоча перші вироби в умовах потокового виробництва бакеліту були виготовлені у Йонкерсі, у 1910 році у Перт-Ембої (штат Нью-Джерсі) була заснована компанія під назвою «General Bakelite Company» (згодом «Bakelite Corporation») для виробництва та дистрибуції сировини для отримання бакеліту і де Бакеланд був президентом аж до 1939 року, коли відбулось її злиття з «Union Carbide and Carbon Corporation». Проте, завдяки продуманій організації та ретельному вибору партнерів у Бакеланда було досить свободи від рутинних справ і проблем бізнесу, завдяки чому міг присвячувати свій час дослідженням, а також численним науковим, громадським та освітнім потребам, які поставали перед ним.
За винятком випадку з фотопапером «Velox», Бакеланд отримав патенти на усі свої винаходи для захисту авторських прав — всього понад сто патентів, у тому числі й інших країн. Він вірив у цінність системи патентів і дуже цікавився системою їх отримання. Він був членом, а один рік і головою Патентного комітету Національної дослідницької ради, і чимала кількість опублікованих ним статей була пов'язана з потребою удосконалення патентної системи США. Про свій досвід з патентами Бакеланд сказав таке:
Одним з підтверджень успішності патенту є порушення прав творця. Так що мені довелося пройти через досвід майже кожного успішного винахідника, захищаючи свої права перед судом. На щастя, я виграв усі позови. Більше того, я був щасливий побачити серед моїх суперників відмінних людей, яких я вважаю сьогодні своїми дорогими друзями і самими бездоганними співробітниками ...
Під час Першої світової війни Бакеланд брав участь в розробці по зменшенню вибухової здатності авіаційного пального, що проводилось Гірським Бюро США як член Консультативного комітету Військово-морського флоту. Коли після великої програми випробувань двигунів на вуглеводнях різних типів співробітники лабораторії Чарлза Кеттерінга запропонували виробляти циклогексан як основу для поліпшеного авіаційного палива, Бакеланд був проти цих спроб, так як вважав їх непрактичними. Підкреслюючи свою думку, він запропонував дати групі дослідників дерев'яну медаль, якщо вони зможуть зробити пінту циклогексану.
Спроба виготовити циклогексан шляхом каталітичної гідрогенізації бензину все-таки була зроблена. І після ретельних досліджень ця спроба виявилася у більшій мірі здійсненною і успішною, ніж Бакеланд думав раніше. Співробітники лабораторії Чарльза Кеттерінга офіційно вручили йому літрову пляшку циклогексану з першої виробленої партії шикарно упаковану в коробці з червоного дерева. Поряд зі зразком циклогексану вони надали йому приблизну схему каталізу, щоб отримати дерев'яну медаль, яку він обіцяв дослідникам. Результат так сподобався Бакеланда, що пляшка циклогексану стала одним з його цінних сувенірів, і він зберігав її на своєму столі ще довгий час після цього. Те, що він був так задоволений, коли його передбачення виявилися невірними, пояснювалося його тривалим досвідом з промислової хімії та консультативної роботи, яка навчила його, як одного разу він висловився «смирно підкорятися фактам, навіть якщо вони не сходяться з моїми улюбленими теоріями». Весь його власний успіх у дослідницькій діяльності, як сказав Бакеланд, брав початок із розбіжності між фактами, отриманими в результаті експерименту та загальноприйнятою на той час теорією.
Бакеланд тривалий час був членом Консультаційного комітету Військово-морського флоту США; членом Комісії з постачання нітратів у 1917; головою Комітету з патентів Національної дослідницької ради у 1917; членом правління Інституту міжнародної освіти протягом багатьох років; членом Консультативного комітету Відділу хімії Департаменту торгівлі США протягом декількох років починаючи з 1925 року.

### Кінець життя
Лео Хендрік Бакеланд помер 23 лютого 1944 року, у віці 81 року.
Лео Бакеланд похований на кладовищі «Сліпі-Голлоу» у поселенні Сліпі-Холлоу (округ Вестчестер, штат Нью-Йорк).

## Наукова та винахідницька діяльність

### Технологія виготовлення фотопаперу
Місто Гент, де Бакеланд провів молоді роки, було центром з виготовлення сухих пластинок для світлин, виробництво яких було започатковане ван Монкговеном у 1880 році. Молодому Бакеланду вдалось зацікавити Монкховена, і завдяки його сприянню Лео рано розпочав експериментувати з фотографією, вивчати хімію цього процесу й розширювати знання у цій галузі. Саме тоді Бакеланд розпочав свої дослідження, які десять років по тому привели до створення фотопаперу «Velox». Коли Бакеланлд був ще студентом у Генті, він не міг собі навіть уявити важливість своїх відкриттів. А відкриттям стало те, що в процесі підготовки фотоемульсії хлориду срібла, звичайний процес окиснення і подальший процес промивання згубно впливають на емульсію стосовно її тональності і загальних відтінків картинки, особливо в місцях, де є тінь. При підготовці хлориду срібла у спеціальних колоїдних умовах, повністю виключаючи завершальний процес промивання, Бакеланд створив безсумнівно досконаліший папір для фотографії, який дозволяв друкувати зображення набагато швидше, ніж попередні види фотографічного паперу. Друк зображень здійснювався шляхом короткочасного впливу штучного світла і потім проявлення зображення у червоному світлі, що значно покращувало процес друку порівняно з раніше використовуваним повільним і ненадійним методом так званого «сонячного друку» (англ. sun printing).
У той час, як у 1890-х роках Бакеланд був виробником фотопаперу, він став піонером у питаннях з кондиціювання повітря, що мало вплив на перебіг хімічних процесів. Він з'ясував, що атмосферні умови, зокрема волога, яка міститься в повітрі, суттєво впливають на процеси виробництва фотопаперу. Раніше для тверднення покриття паперу використовувалося лише охолодження (заморожування). Але такий процес завдавав шкоди, роблячи поверхню крихкою, тому Бакеланд розробив і встановив систему для видалення вологи з навколишнього повітря за допомогою пропускання повітря через охолоджувальний пристрій і подальше нагрівання його до потрібної температури, пропускаючи його через випарні спіралі до потрапляння в зону нанесення покриття. Це забезпечувало швидке висихання емульсії без появи крихкості покриття. Однак у зимовий період виникала проблема утворення статичної електрики на папері, тому Бакеланд встановив також систему, в якій на машинах нанесення робочої поверхні над папером простягалися срібні ланцюжки для зняття електричного заряду через рамку. На презентації паперу у 1903 році Бакеланд сказав
На фабриках з виробництва фотопаперу слід враховувати покази гігрометра та електроскопа так же часто, як і термометра.

### Електрохімічні дослідження
Коли Клінтон П. Таунсенд винайшов електролітичний мембранний елемент для виробництва каустичної соди і хлору з хлориду натрію, Елон Гукер, майбутній засновник компанії «Hooker Chemical Company» попросив Бакеланда взяти на себе попереднє дослідження цього осередку перед його застосуванням у промислових масштабах. Бакеланд зайнявся цим питанням разом з винахідником та декількома помічниками, що розумілися на електролізі. Важливим удосконаленням, зробленим Бакеландом для електролітичного осередку Таунсенда, стало значне збільшення терміну служби діафрагми. Ця робота привела Бакеланда до отримання перших двох з його численних патентів, а також до появи у 1903 році електрохімічної компанії «Hooker Chemical Company» та будівництва на Ніагарському водоспаді найбільшого на той час електрохімічного заводу у світі. Протягом декількох років після цього Бакеланд співробітничав з цією компанією як консультант.
У процесі роботи над реалізацією винаходу Таунсенда, Бакеланд створив у натуральну величину два електролітичних осередки з реалізованими в них удосконаленнями, запропонованими його групою, і запускав їх у змінних умовах, цілодобово протягом місяця. Завдяки додатково отриманим знанням була створена специфікація для будівництва заводу. Але спочатку навіть цей завод не був побудований повністю, лише його мала частина могла бути запущена. Завдяки точному покроковому алгоритму дій, включаючи грошові витрати обсягом $300 000, як сказав Бакеланд згодом, були попереджені грубі помилки, які могли вартувати мільйони. Цей досвід породив у Бакеланда афоризм, який став широко цитувався надалі: «Виділи трохи коштів для запобігання потенційно можливим грубим помилкам та отримай в результаті великий прибуток».

### Винайдення бакеліту
Виявивши, як правильно впливати формальдегідом на феноли, Бакеланд дав світу дуже важливий новий матеріал, який назвали «бакелітом». Конденсація альдегідів з фенолами була не зовсім новою реакцією. Така взаємодія була на той час відома уже 20 років, з публікації роботи Адольфа Баєра 1872 року. Однак отримання бакеліту було результатом не лише конденсації формальдегідів з фенолами у результаті якої отримувалась фенолформальдегідна смола. Лише під впливом спеціальних умов, розроблених в результаті тривалих досліджень Бакеланда, було отримано продукт бурштиново-жовтого кольору — високоміцний бакеліт. Бакеланд був не першим дослідником хто намагався прийти до такого результату. Через роки по тому Бакеланд сказав про ці роботи попередників таке: «Вони повинні були досягти успіху, але не досягли». Він не сказав лише того, що йому самому вдалось добитись успішного результату лише через п'ять років дуже інтенсивної роботи і лише після численних невдач та розчарувань.
Але в результаті тривалого і систематичного дослідження, проводячи яке, він старався зрозуміти всі нюанси реакції між формальдегідом та фенолами, Бакеланд з'ясував, що він може розділити цю реакцію за стадіями. Він встановив, що важливим фактором при проведенні реакції є контроль тиску і що за наявності аміаку чи основи, він може розтягнути реакцію на триваліший період, і може зупинити її на будь-якій стадії, використовуючи охолодження. Він з'ясував, що може так контролювати реакцію по стадіях і використовувати відповідні умови для отримання нового матеріалу — бакеліту

## Нагороди й почесні звання
У 1916 році Бакеланд отримав медаль Перкіна, а через рік був удостоєний почесного звання професора прикладної хімії Колумбійського університету. Значення допомоги Бакеланда цьому університету, де в свої ранні роки життя він отримав життєво важливий стимул від професора Чендлера, його колеги висловили такими словами:
Понад чверть століття його мудрі поради і блискучі лекції, збагачені величезними науковими знаннями, а також безмежним досвідом в промисловості, принесли університету якісне і натхненне викладання, той дослідницький ентузіазм, які багато зробили для отримання Колумбійським університетом високої репутації в освітній та дослідницькій області з хімії та хімічних технологій у всьому світі.
Бакеланд був членом основних наукових товариств за даною тематикою у США й за кордоном, також він був обраний членом Національної академії наук. Неважливо наскільки він міг бути зайнятий, він завжди знаходив час відвідувати наукові зустрічі та взяти в них участь. Найбільш активним він був в спільнотах, присвячених хімії, у деяких з них він обирався членом правління. Він був президентом Електрохімічного товариства у 1909 році, Американського інституту інженерів-хіміків у 1912 та Американського хімічного товариства у 1924, а також Хімічного клубу у Нью-Йорку (одним із засновників якого він був) у 1904 році. У 1906 році, лише через 17 років після переїзду до США, Бакеланд було обрано для представлення інтересів американських спеціалістів в області хімії на ювілеї промислового освоєння барвника, отримуваного з кам'яновугільної смоли Сером Вільямом Перкіном. Також у 1909 році він був представником США на Міжнародному хімічному конгресі й президентом секції з пластмас, коли у 1912 році конгрес проводився у США. Наскільки його спілкування з його товаришами-хіміками було для нього важливим, він висловив у промові вдячності при отриманні Медалі Перкіна:
Друзі мої, хіміки Америки, дозвольте мені, користуючись такою нагодою як ця, нагадати вам, що ви зробили для мене.
Двадцять сім років тому, коли я приїхав сюди, я був серед вас гостем, але зараз я відчуваю себе одним із вас так сильно, що іноді я дивуюся, що був колись час, коли ми не працювали разом і не спілкувалися.
Коли я був молодим, бідним і невідомим ви ніколи не соромилися подати мені руку допомоги, ви ніколи не упускали можливості показати мені свою дружелюбність, допомогти порадою або чим-небудь ще. Багато що з того, що я використовував у своїй роботі, я дізнався від вас на зустрічах нашого хімічного співтовариства або в дружньому оточенні нашого Клубу хіміків.
Ви, ваша дружелюбність, благородство, добродушна стриманість, ваш приклад - надихнули мене на мою роботу.

## Особисте життя

### Сім'я
У своїй сім'ї Бакеланд був щасливою людиною. Місіс Бакеланд була жінкою з музичною освітою, обдарованою художницею та чарівною господинею, яка підтримувала свого чоловіка в усіх його починаннях. Така підтримка і натхнення його дружини настільки сприятливо впливала на Бакеланда, що він одного разу висловився, що він ніколи нічому не надавав такого значення як її допомозі. У Бакеланда було двоє дітей: син, Джордж В. (англ. George W.), і дочка, Ніна Бакеланд Ваймен (англ. Nina Baekeland Wyman).

### Особисті якості
У своєму особистому житті Бакеланда любив простоту. Він рано вставав і рано лягав спати. Старанно працював і ставив жорсткі вимоги до свого фізичного та психічного стану. Він зазвичай був уже на роботі до того, як приходили його колеги. Він був блискучим співрозмовником і насолоджувався спілкуванням з близькими по духу людьми. Можливо, більше від його захоплення фотографією протягом усього життя він цікавився кінофільмами, він часто виділяв час вечорами, щоб подивитись нові фільми, які йшли у Нью-Йорку.
Почавши свою кар'єру як викладач хімії, Бакеланд зберіг інтерес до освіти на все життя. Він вважав великим даром говорити на численні теми, які його цікавили, так, щоб утримувати увагу всіх, хто його слухав. Також він був готовий приносити користь своїми знаннями і досвідом іншим, особливо молодим людям. Щодо власної освіти, Бакеланд сказав таке у своїй промові, при отриманні Медалі Перкіна у 1916 році:
Я висловлюю особливу вдячність за відмінні можливості освіти, яку я отримав в Інституті Гента. Однак, я повинен заявити, що дійсно глибокі знання я набув лише після закінчення університету, як тільки я зіткнувся віч-на-віч з великими проблемами і обов'язками у практичному житті. Цю освіту я отримав у США, де протягом 27 років я стикався з безліччю різноманітних предметів. До своєї смерті я сподіваюся залишитися аспірантом цієї великої школи життя, у якій немає фіксованого навчального плану і яка не дає наукових ступенів, але де хибні дрібні теорії найкраще «лікуються» важкими ударами.

### Хобі та захоплення
Одним з його головних хобі була їзда на автомобілі. Він почав водити машину у 1890-х, коли водіння було вже трохи більшим, ніж спорт. Він був одним з перших, хто здійснив тривалу подорож на автомобілі, відправившись в 1906 році зі своєю дружиною і двома дітьми в автомобільний тур Європою. Згодом він написав довгу розповідь про цю велику подорож, описуючи результати отриманого ним досвіду як першовідкривача автомобільних подорожей, а також цікаво та з гумором описуючи все те, що сталося з його сім'єю і що вони побачили. Ця історія, ілюстрована великою кількістю красивих фотографій, які Бакеланд зробив сам, була опублікована частинами у 1907 році в автожурналі «Horseless Age». Пізніше ці частини були зібрані в опубліковану і видану «Horseless Age» книгу «Сімейна подорож по Європі» доктора Л. Х. Бакеланда.
Бакеланд також був завзятим яхтсменом. Його першим судном, придбаним у 1899 році, був моторний човен з бензиновим двигуном. На цьому човні Бакеланд разом із Максиміліаном Точем здійснив подорож з Йонкерса вгору річкою Гудзон, перетинаючи води річки Святого Лаврентія і назад. У 1915 році Бакеланд придбав 70-футову яхту, яку назвав «Іон». У деякому відношенні вона була незвичайного дизайну, сконструйована на основі ідей Бакеланда, і обладнана дизельним двигуном як додаткового джерела енергії. На «Іоні» Бакеланд іноді робив походи в кінці літа від свого будинку вниз річкою Гудзон до Флориди і проводив там частину зимових місяців, плаваючи серед островів, рибалив та досліджував місцевість. Пізніше він придбав маєток «Coconut Grove» («Кокосова гай») у Флориді, де він проживав більшу частину зими.
Життя в маєтку у Флориді давала Бакеланда можливість захоплюватися іншим його хобі, вирощуванням рідкісних тропічних фруктів та квітів, які росли у Південній Флориді. У цих стараннях він мав підтримку від сусіда по маєтку «Coconut Grove», знаменитого ботаніка Девіда Ферчайлда. Бакеланду приносило задоволення відправляти своїм друзям на північ рідкісні тропічні фрукти зі свого саду.